# Francisco Hensler
Francisco Hensler (Berlim, Alemanha, 1864 - São Paulo, Brasil, 1925) foi um fotógrafo teuto-brasileiro.

## Biografia
Chegou ao Brasil em 1883. Era topógrafo e fotógrafo. Foi associado de Paulo Kowalsky na empresa Kowalsky & Hensler. Fotografias de sua autoria ilustram o livro "São Paulo", de Gustav Koenigswald.
Em 1897 voltou ao seu país natal, tendo retornado ao Brasil em 1907 para executar levantamentos topográficos da Estrada de Ferro Blumenau-Hansa. Fixou-se definitivamente em São Paulo como funcionário da Estrada de Ferro Santos-Jundiaí, onde trabalhou até 1921.